# Olga Wagner
Olga Rosalie Aloisa Wagner, född Packness 24 mars 1873 i Köpenhamn, död 11 januari 1963 i Kongens Lyngby, var en dansk bildhuggare, från 1899 gift med bildhuggaren Siegfried Wagner.
Åren 1893–1898 var Packness elev vid Kunstakademiet. Hon ställde för första gången ut 1901, och från 1905 på Den Frie Udstilling. Konstnärligt var hon påverkad av sin man, och arbetade ofta tillsammans med honom. År 1932 tilldelades hon Tagea Brandts rejselegat for kvinder.